# As-Sajda
Pour l’article homonyme, voir Sujud.
As-Sajda (arabe : سُورَةُ ٱلسَّجْدَةِ, français : La prosternation) est le nom traditionnellement donné à la 32e sourate du Coran, le livre sacré de l'islam. Elle comporte 30 versets. Rédigée en arabe comme l'ensemble de l'œuvre religieuse, elle fut proclamée, selon la tradition musulmane, durant la période mecquoise.

## Origine du nom
Bien que le titre ne fasse pas directement partie du texte coranique, la tradition musulmane a donné comme nom à cette sourate La prosternation. Le titre de la sourate provient du verset 15.

## Historique
Il n'existe à ce jour pas de sources ou documents historiques permettant de s'assurer de l'ordre chronologique des sourates du Coran. Néanmoins selon une chronologie musulmane attribuée à Ǧaʿfar al-Ṣādiq (VIIIe siècle) et largement diffusée en 1924 sous l’autorité d’al-Azhar,, cette sourate occupe la 75e place. Elle aurait été proclamée pendant la période mecquoise, c'est-à-dire schématiquement durant la première partie de l'histoire de Mahomet avant de quitter La Mecque. Contestée dès le XIXe par des recherches universitaires, cette chronologie a été revue par Nöldeke,, pour qui cette sourate est la 70e.
L’arrangement de la sourate est incertain et les versets ne semblent que « vaguement reliés ». Traditionnellement, elle est datée de l’époque mecquoise tandis que Bell l’associe à la période médinoise, à partir d’éléments plus anciens. Certains passages montrent un travail rédactionnel. C’est en particulier le cas des derniers versets qui aurait été remaniés, peut-être pour retirer certains traits jugés trop alides. Cette sourate a connu des remaniements jusqu’à la rédaction définitive du Coran.

## Interprétations
Cette sourate appartient au groupe des sourates 27 à 36 qui se trouvent presque au milieu du Coran. Hétérogène, en particulier en raison de leur style concis et allusif, cet ensemble se compose principalement d’histoire de prophètes et de prescription en lien avec les fins dernières. Elles ne sont pourtant qu’allusives, ce qui appuie l’hypothèse selon laquelle le Coran est construit comme un commentaire midrashique de textes bibliques connus de la communauté recevant cet enseignement.

### Verset 4-9: signes de la puissance du créateur
Cette partie commence par une affirmation claire de l’unicité divine. Le verset suivant est plus obscur. Le terme amr (traduit parfois par « ordre ») pourrait signifier le décret divin et un ange chargé de le porter (Blachère), le Logos en tant que « Verbe créateur de Dieu en tant qu’hypostase divine » (Paret)... Cette dernière interprétation s’expliquerait par une influence chrétienne. Cela ferait supposer un remaniement postérieur de ce passage.
Le verset 5 appuie une telle interprétation christologique. Derrière ce passage se trouve, en effet, une exégèse de l’échelle de Jacob. Le sujet de ce verset est donc le Christ.
Le verset 11 est l'unique évocation coranique de l'ange de la mort, que la tradition musulmane nommera ʿIzrāʾīl.

Texte de la sourate (Coran datant de 1874)
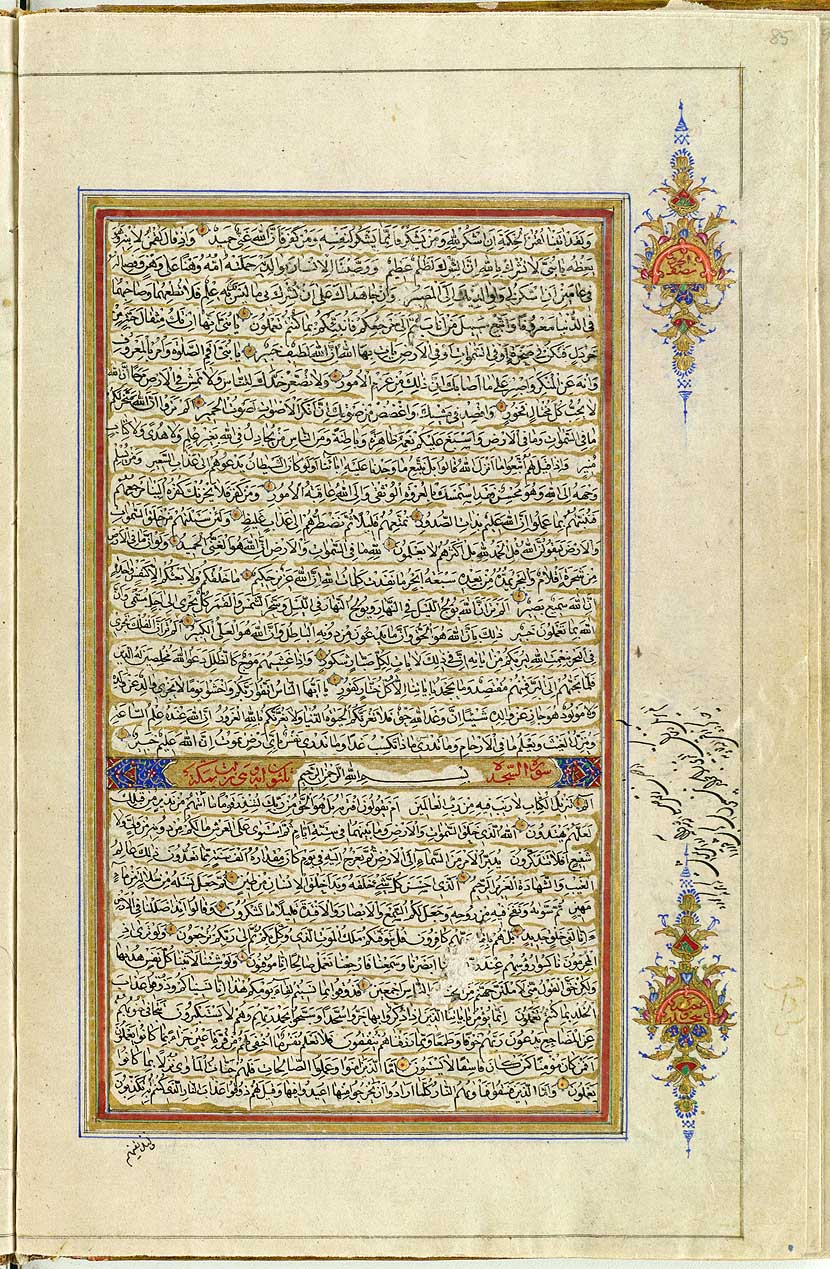
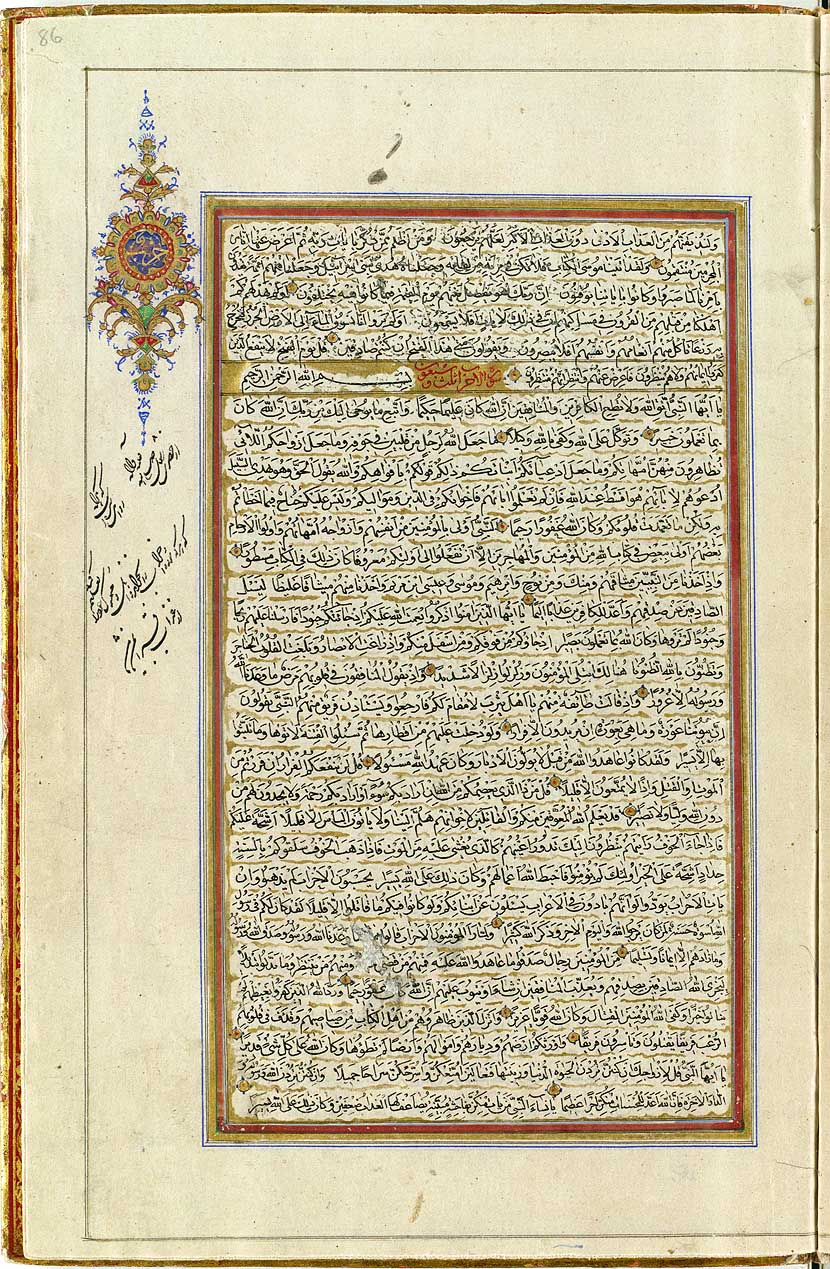